# Побег в соловьиные зори
«Побег в соловьиные зори» — повесть Владимира Кобликова.
С 2013 года один из экземпляров книги хранится во Владимиро-Суздальском музее-заповеднике.

## Герои
- Егор — деревенский парень, талантливый гармонист
- Лёнька Шпынь
- Дед Макарец
- Костя Обер — браконьер (отрицательный персонаж)
- Братья Аверины
- Арина

## Художественные особенности

### Эпизодичность повествования и складывание в единое целое
Повесть является одним из ярких примеров тяготения автора к лиризму. Общий сюжет произведения складывается из отдельных, чётко прорисованных эпизодов. С первого взгляда читателю может показаться, что эти эпизоды складываются в единое целое непроизвольно, однако эта непроизвольность является мнимой, ибо автор специально и последовательно отбирает те положения, в которых его герои могут раскрыться наиболее полно.

### Образ красоты
В данной повести автор непременно желает сделать красивыми внешне людей, которые обладают красивой душой. Этот приём настойчиво эксплуатируется писателем на протяжении всего произведения: так, мать Лёньки Шпыня «поразила Аверина необычной красотой», а при взгляде на Арину сами собой вырываются слова «какая красота». При встрече одним из друзей девушки Светланы, она ему кажется «слишком яркой, праздничной. Ей бы сниматься в кино…», а промелькнувшая в повести на мгновение фельдшерица описывается как «хорошенькая, молоденькая». В целом складывающиеся образы красоты должны отразить возвышенное душевное состояние, которое определяет атмосферу повести, при том, что целью сюжетного путешествия является встреча с любимой.

### Главные и второстепенные герои
Главными героями повести является четвёрка путешественников, которая обладает полной художественной самостоятельностью. Остальные же персонажи исполняют лишь служебные второстепенные роли.